# Cucalón
Cucalón és un municipi de la província de Terol (Aragó), situat a la comarca del Jiloca.

## Demografia
| Variació demogràfica entre 1991 i 2004 | Variació demogràfica entre 1991 i 2004 | Variació demogràfica entre 1991 i 2004 | Variació demogràfica entre 1991 i 2004 |
| -------------------------------------- | -------------------------------------- | -------------------------------------- | -------------------------------------- |
| 2004                                   | 2001                                   | 1996                                   | 1991                                   |
| 87                                     | 80                                     | 83                                     | 102                                    |